# セナド・ティガニ
セナド・ティガニ（Senad Tiganj、1975年8月28日 - ）は、スロベニアの元サッカー選手。元スロベニア代表。ポジションはフォワード。

## 来歴
2001年にスロベニア代表デビュー。スロベニアとして初の出場となる2002 FIFAワールドカップにも出場した。スロベニア代表で4試合に出場、1得点をあげた。

## 代表歴

### 出場大会
- スロベニア代表
  - 2002 FIFAワールドカップ

### 試合数
- 国際Aマッチ 4試合 1得点（2001年-2002年）[1]

| スロベニア代表 | 国際Aマッチ | 国際Aマッチ |
| 年             | 出場        | 得点        |
| -------------- | ----------- | ----------- |
| 2001           | 1           | 1           |
| 2002           | 3           | 0           |
| 通算           | 4           | 1           |